# Odder
Odder är en kommunhuvudort i Danmark.   Den ligger i Odders kommun och Region Mittjylland,  150 km väster om Köpenhamn. Odder ligger 11 meter över havet och antalet invånare är 11 872. Närmaste större samhälle är Skanderborg, 16 km nordväst om Odder. 

## Kommunikationer
År 1884 invigdes järnvägen Odderbanen till Århus. Den stängde 2016 tillfälligt för ombyggnad till snabbspårvägen Århus Letbane.